# Кони, Евгений Фёдорович
Евге́ний Фёдорович Ко́ни (1843—1892) — русский юморист, прозаик и автор стихотворений; сын Ф. А. Кони, брат Анатолия Кони.

## Биография
Окончил юридический факультет Императорского Санкт-Петербургского университета (1867), служил в судебных органах; с 1868 — мировой судья в Варшаве. 
В 1879, уличённый в подлогах и растрате средств, вверенных ему по охранению наследств, пытался скрыться. Однако по настоянию брата А. Ф. Кони явился с повинной, был осуждён на четыре года и сослан в Тюмень с запретом выезжать за пределы Иркутской губернии в течение двенадцати лет. За ним в Тюмень последовали жена Л. Ф. Кони (урождённая Голенищева-Кутузова) и мать Ирина Семёновна Кони (урождённая Юрьева).
В 1886 переведён в Самару. Служил чиновником на строительстве железной дороги. Основным источником средств существования была поддержка брата.

## Литературная деятельность
Дебютировал стихами «Альбион» в журнале «Будильник» (1878). Сотрудничал в юмористических журналах «Будильник» (1881—1891), «Осколки» (1882—1891, «Стрекоза» (1882—1891), «Сверчок» (1886—1889), «Шут» (1888—1890), в которых публиковал анекдоты, афоризмы, басни, сценки, пародии, шарады. Поскольку в одних и тех же номерах публиковалось несколько его сочинений, прибегал к псевдонимам Евгений Южин, Юша, Инок и др. С начала 1887 помещал в газете «Новое время» остроумные рассказы по субботам. С конца 1880-х годов публиковал обзоры культурной, преимущественно театральной, жизни в «Самарской газете».
Писал также стихи. Некоторые его лирические стихотворения были напечатаны в «Русской мысли».